# 徳島県道22号阿南勝浦線
徳島県道22号阿南勝浦線（とくしまけんどう22ごう あなんかつうらせん）は、徳島県阿南市と勝浦郡勝浦町を結ぶ県道（主要地方道）である。

## 概要
那賀川と勝浦川が最接近する地域を通り、両川を最短で結ぶ道である。
徳島市と県南部の抜け道としても利用されるが、勝浦町内では一部に幅員が狭い箇所（1.5車線程度）が存在する。それ以外は全線2車線が確保されている。

### 路線データ
- 起点：徳島県阿南市上中町
- 終点：徳島県勝浦郡勝浦町沼江字車ノ口

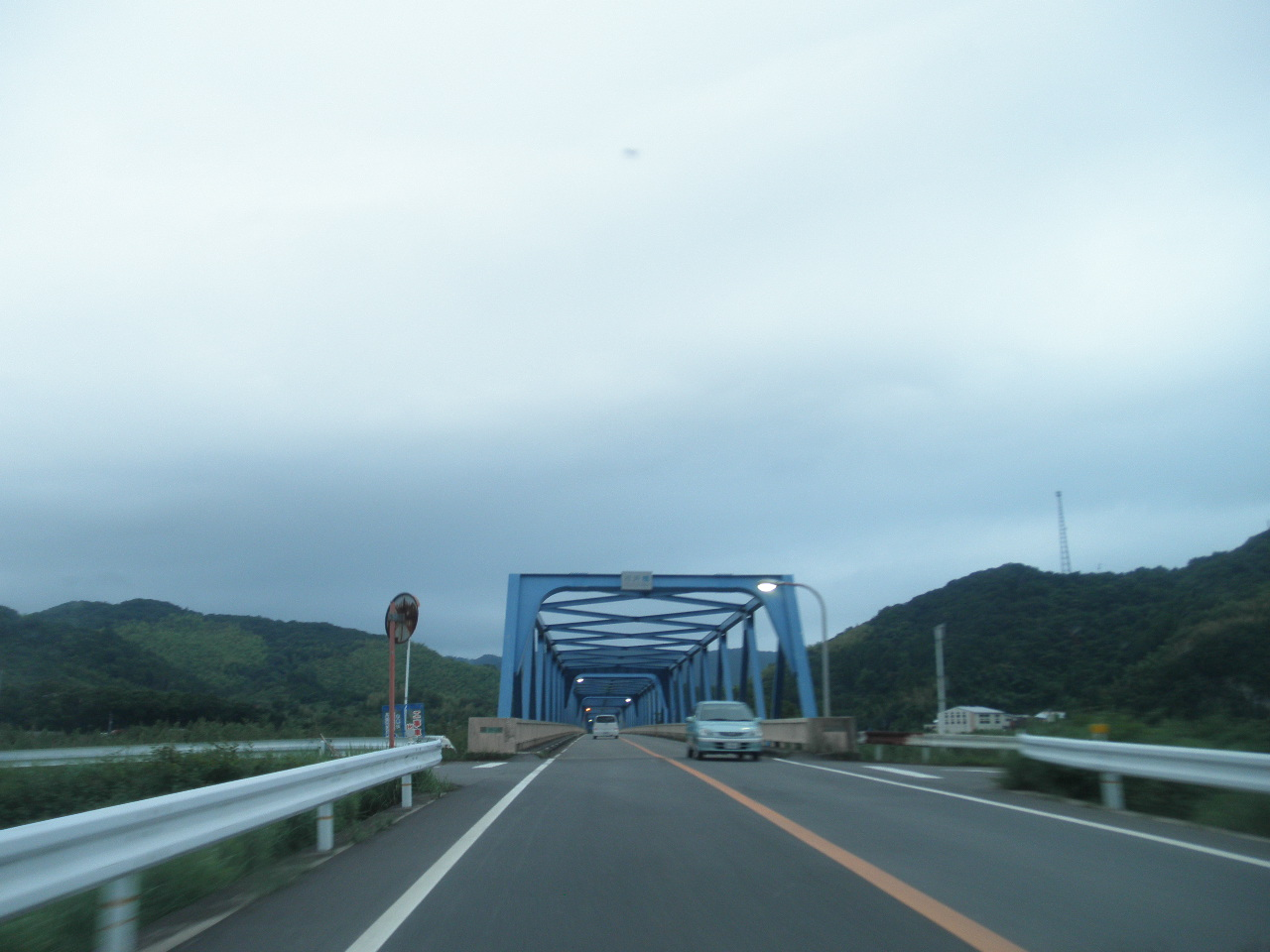
持井橋

- 総距離：8.658 km（平成29年徳島県道路現況調書）

## 歴史
- 1959年1月31日 - 現在の区間に徳島県道上大野宝田線が認定。[要出典]
- 1972年3月10日 - 徳島県道の再編により徳島県道280号上大野宝田線として再認定。[要出典]
- 1973年6月29日 - 経路の変更により上大野上中線に。[要出典]
- 1993年（平成5年）5月11日 - 建設省から、県道上大野上中線・県道勝浦羽ノ浦線の一部が阿南勝浦線として主要地方道に指定される[1]。
- 1994年4月1日 - 徳島県道22号阿南勝浦線として認定。[要出典]

## 路線状況
持井橋近辺や終点付近では通勤時間帯を中心に信号待ちや一時停止による混雑が見られる。

### 重複区間
- 徳島県道282号大井南島線（阿南市下大野町渡り上り - 阿南市中大野町北傍示）
- 徳島県道28号阿南小松島線（阿南市羽ノ浦町古毛萱原 - 小松島市櫛渕町櫛渕町山口）
- 徳島県道276号勝浦羽ノ浦線（阿南市羽ノ浦町古毛覗石 - 終点）

### 主な橋
- 持井橋（那賀川）

## 地理

### 通過する自治体
- 阿南市
- 小松島市
- 勝浦郡
  - 勝浦町

### 交差する道路

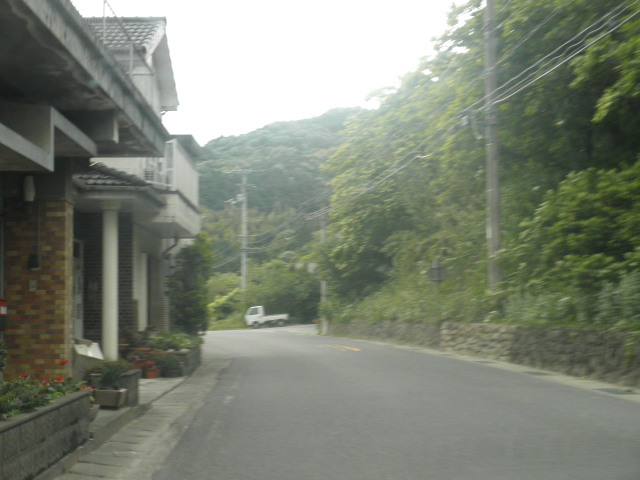
勝浦郡勝浦町内では約1kmにわたって幅員が狭く（1.5車線程度）、見通しの良好ではない屈曲する区間の一部がある
勝浦郡勝浦町沼江字天川で撮影

- 徳島県道130号大林津乃峰線（阿南市上中町中原、起点）
- 徳島県道24号羽ノ浦福井線（阿南市上中町岡）
- 四国横断自動車道・桑野道路 - 阿南IC（予定、阿南市）
- 徳島県道282号大井南島線（阿南市下大野町渡り上り）
- 徳島県道282号大井南島線（阿南市中大野町北傍示）
- 徳島県道28号阿南小松島線（阿南市羽ノ浦町古毛萱原）
- 徳島県道276号勝浦羽ノ浦線（阿南市羽ノ浦町古毛覗石）
- 徳島県道28号阿南小松島線（小松島市櫛渕町櫛渕町山口）
- 徳島県道16号徳島上那賀線（勝浦郡勝浦町沼江、終点）

### 沿線にある施設など
- 岡川（桑野川支流）
- 阿南市立阿南第一中学校
- 日亜化学工業
- 阿南インターチェンジ（四国横断自動車道・桑野道路）
- 徳島県肉畜試験場
- 勝浦川

## ギャラリー

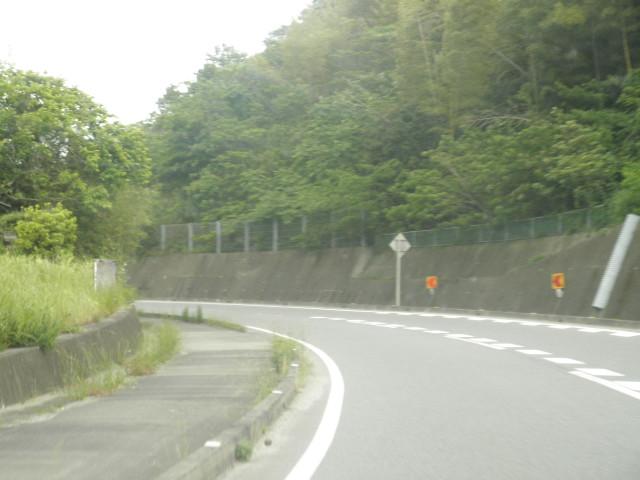
勝浦郡勝浦町沼江字一楽
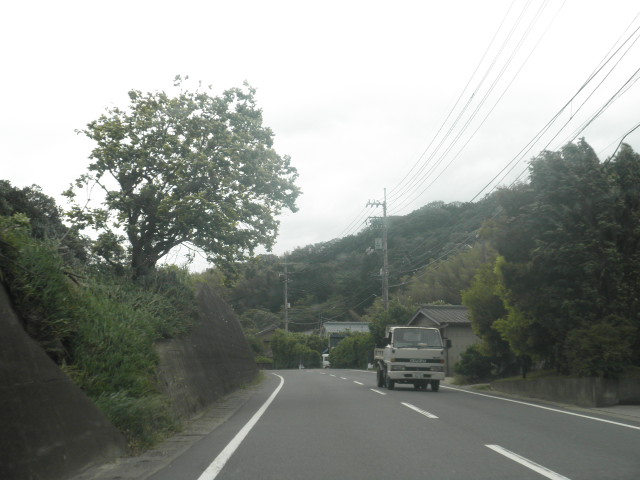
勝浦郡勝浦郡沼江字中山
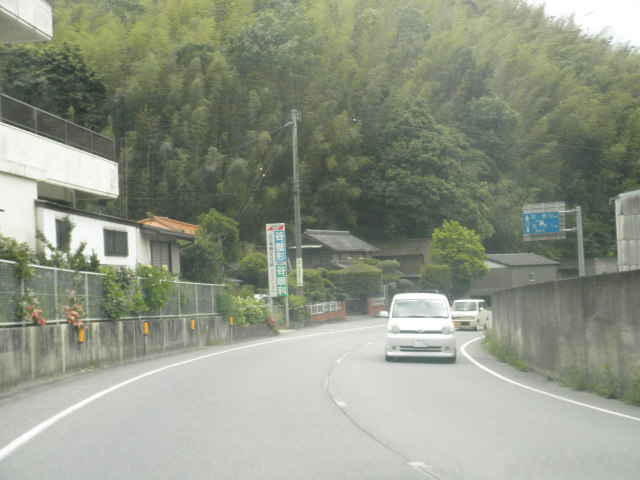
小松島市櫛渕町字萱原
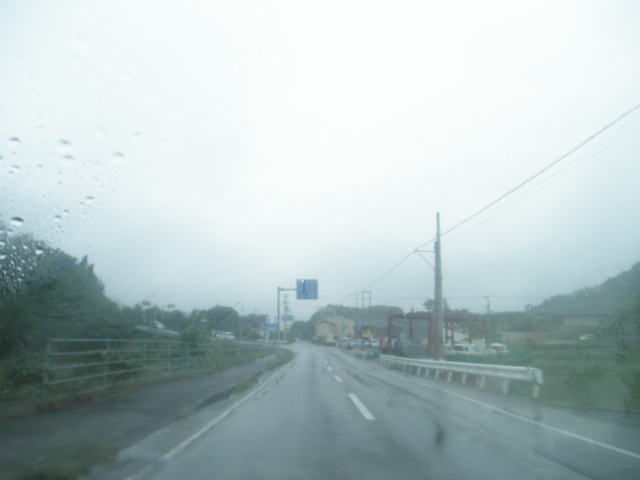
阿南市羽ノ浦町字覗石
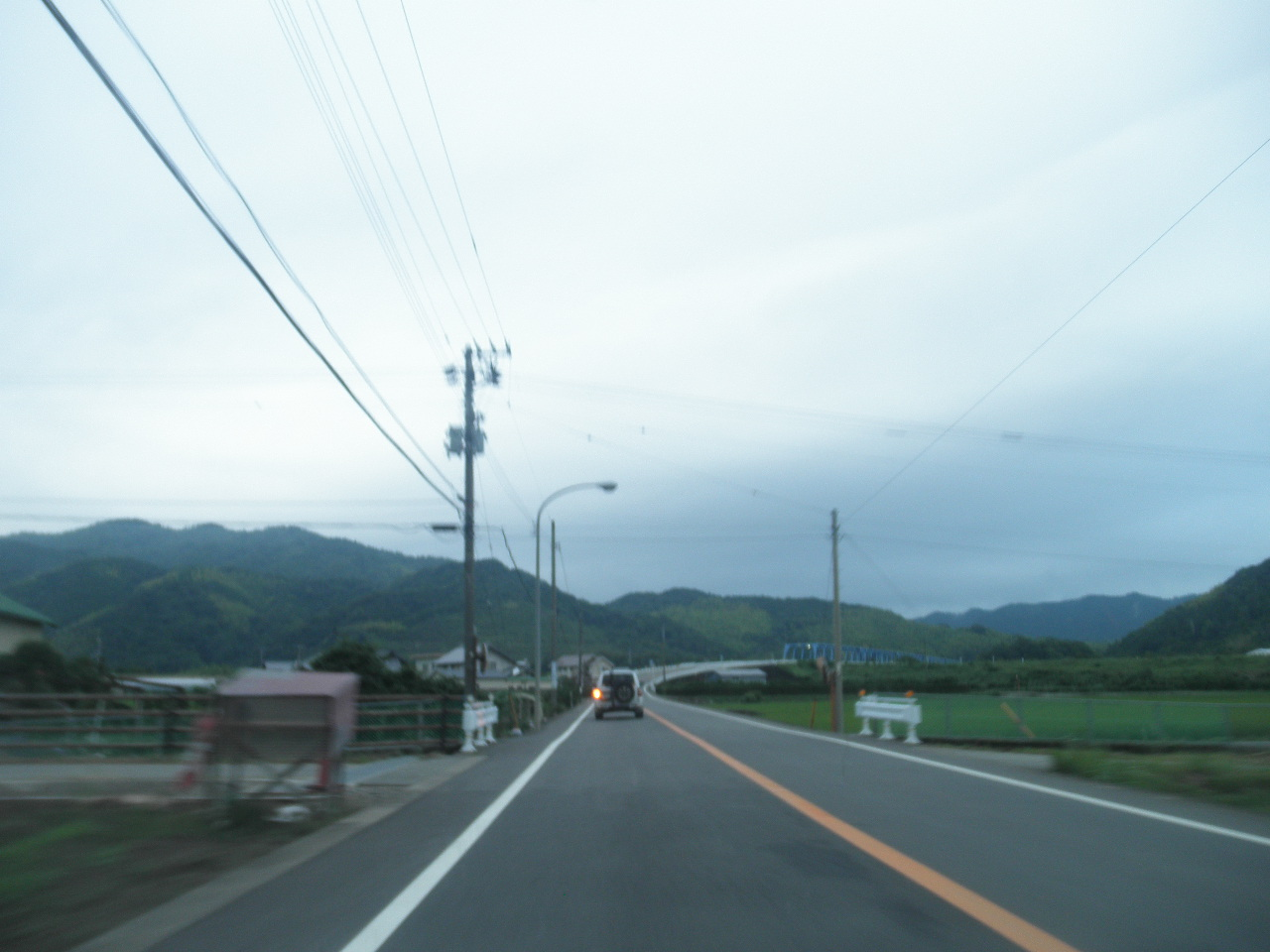
阿南市上大野町字住吉
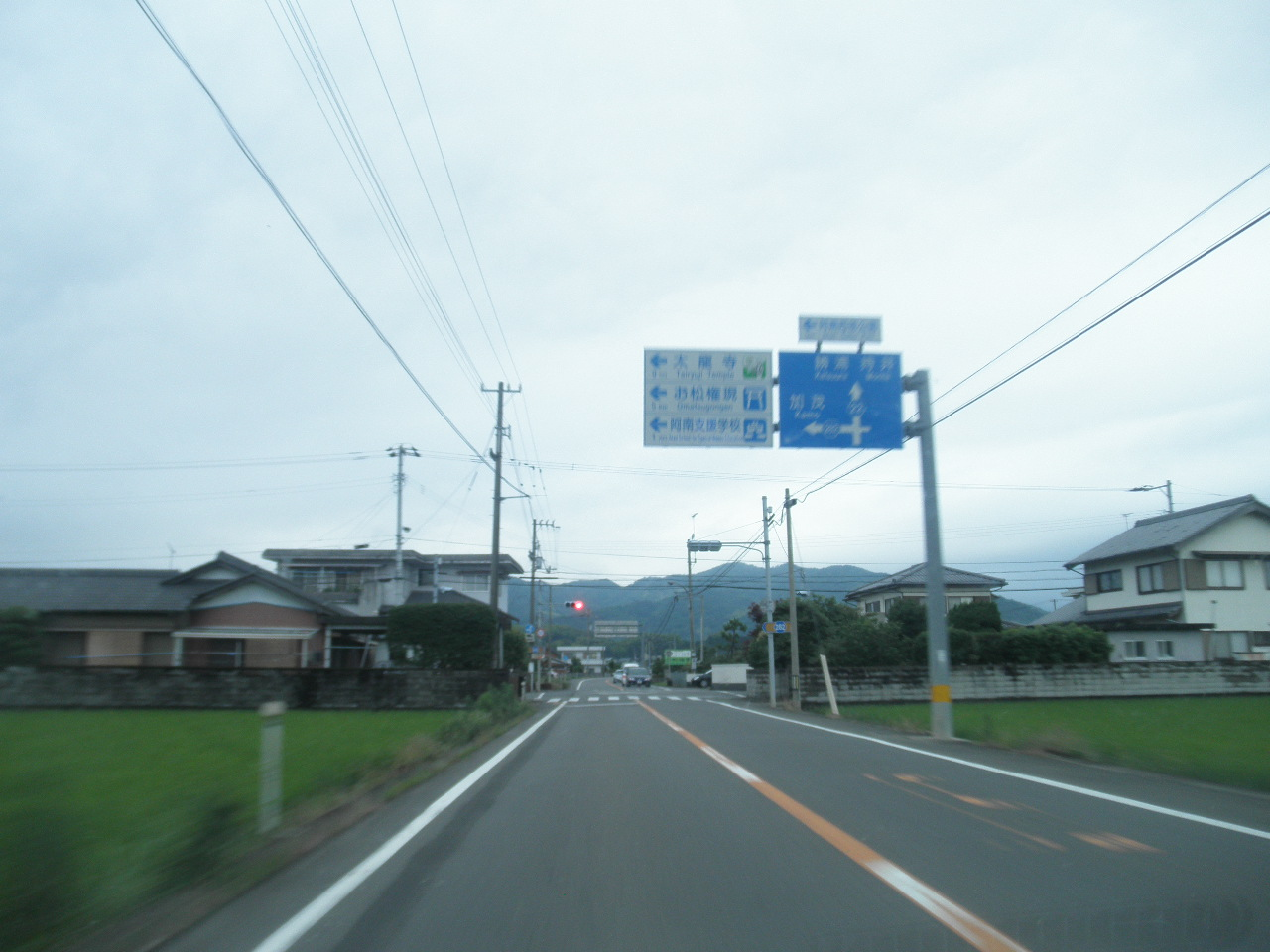
阿南市中大野町字北傍示
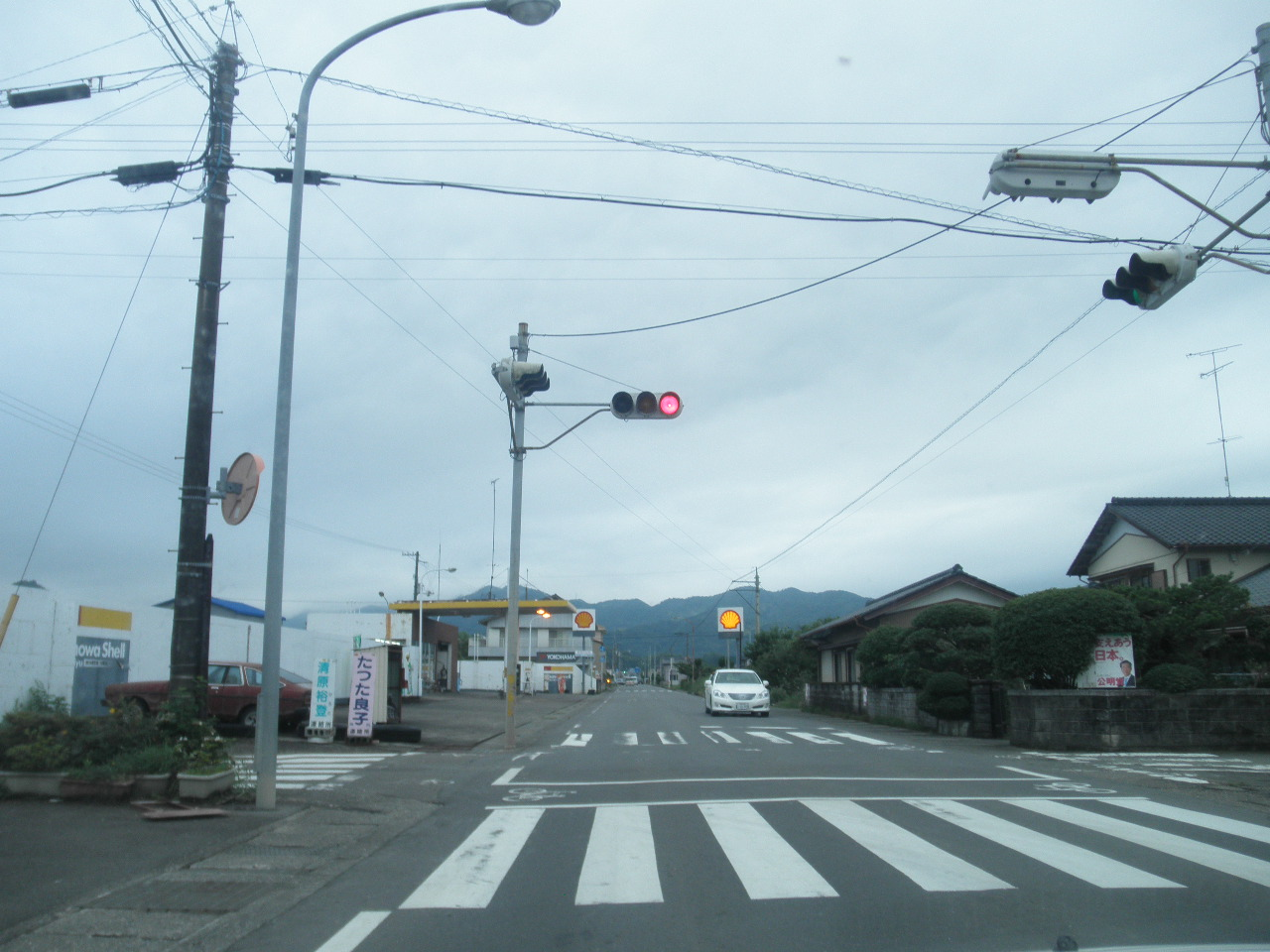
阿南市下大野町字大野
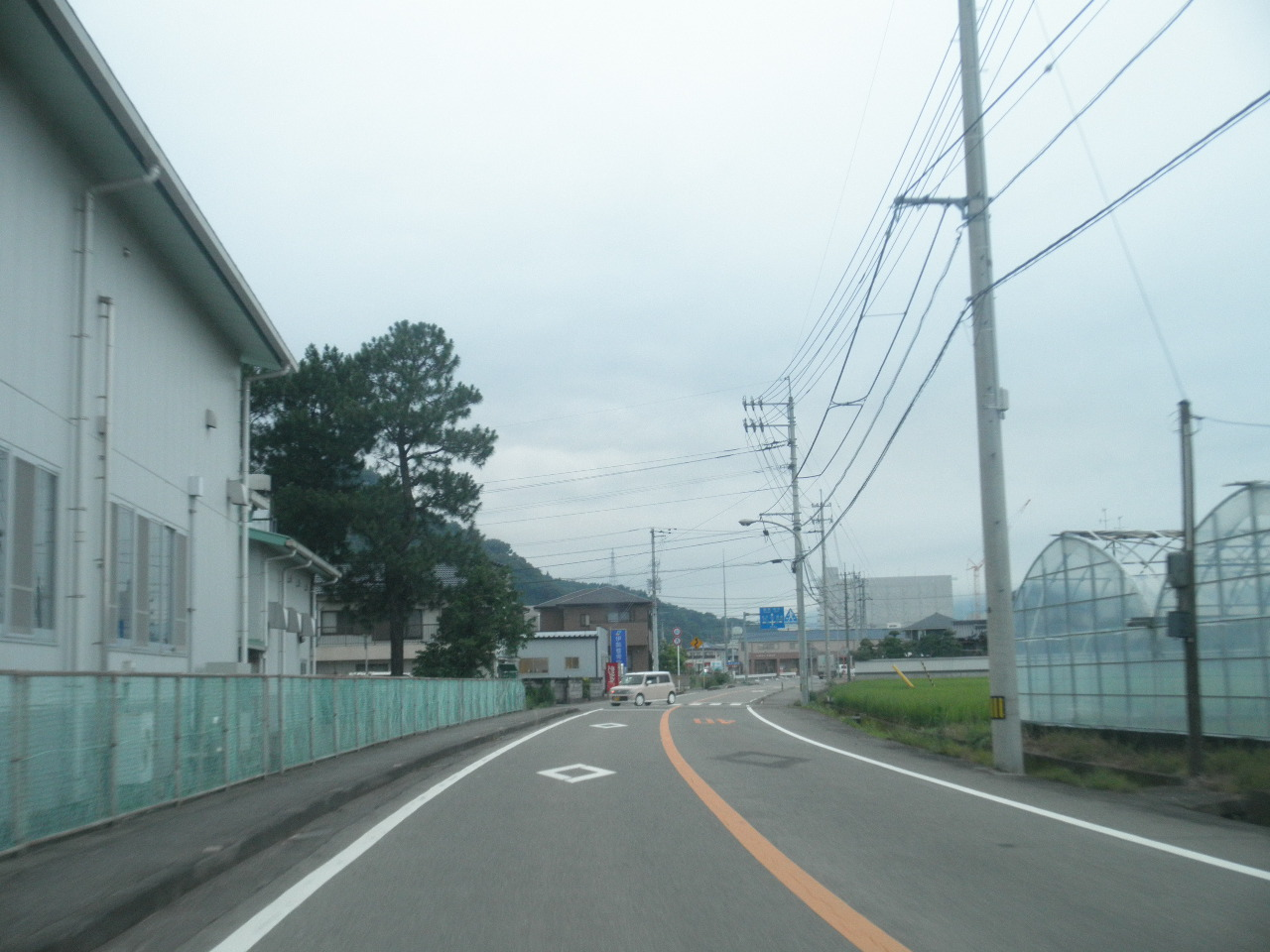
阿南市上中町字岡
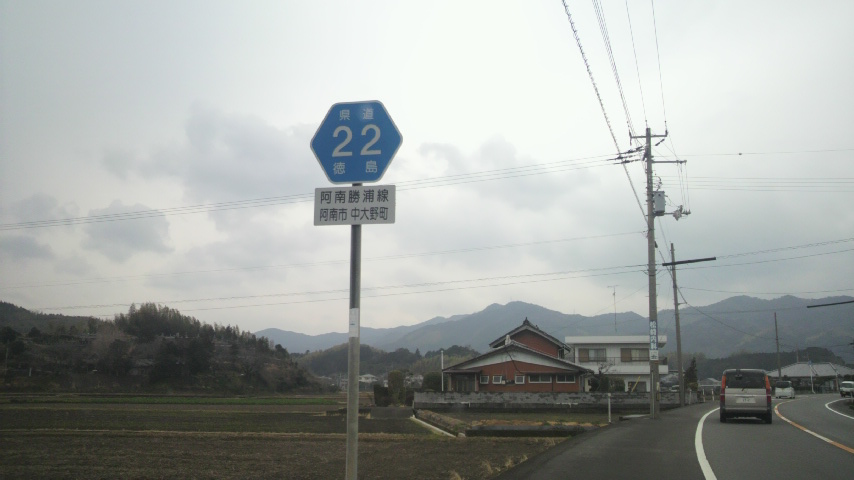
県道標識（阿南市中大野町）